# Электроника МК-54

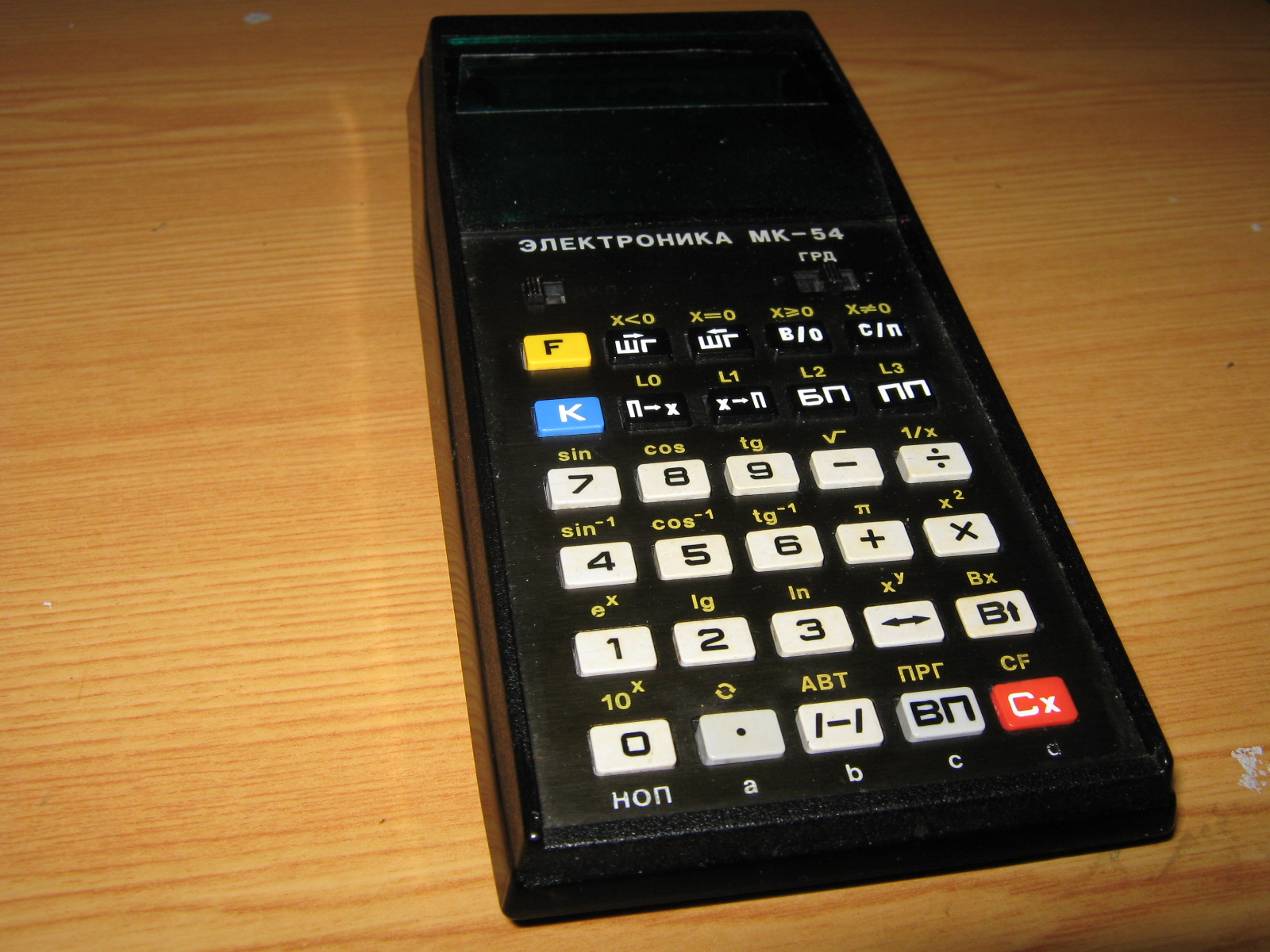
Внешний вид

Электроника МК-54 — советский программируемый микрокалькулятор с обратной польской записью для проведения инженерных расчетов. Функциональный аналог Б3-34, выполненный на другой элементной базе.
«Электроника МК-54» выпускался киевским ПО «Кристалл» и представлял собой полный функциональный аналог выпускавшегося светловодским заводом «Калькулятор» Б3-34.
Отличия от Б3-34 сводятся к следующему:
- внешнее оформление:
  - размеры корпуса и клавиш заметно меньше, чем у Б3-34;
  - отличается расцветка клавиш;
  - отличаются обозначения некоторых клавиш: извлечение из регистра памяти обозначается «П->x», запись в регистр — «x->П» (вместо «ИП» и «П»), обмен между регистрами X и Y — «↔» вместо "XY", сдвиг значений в стеке — «В↑» вместо «↑».
  - трёхпозиционный переключатель представления угловых единиц, средняя позиция соответствует представлению углов в градах (оно присутствовало и в поздних моделях Б3-34, но было не документировано, и отсутствовало соответствующее обозначение на корпусе);
- конструкция:
  - использованы бескорпусные интегральные схемы, что позволило уменьшить массу и удешевить калькулятор;
  - питание от трёх батареек типа "AA" (вместо аккумуляторов), соответственно, отсутствует режим зарядки аккумуляторов в блоке питания;

Конструктивное решение «Электроника МК-54» было более дешёвым, что сделало этот калькулятор самым доступным по цене программируемым калькулятором в СССР: его цена в середине 1980-х годов составляла 65 рублей (в сравнении с 85 рублями за Б3-34). В то же время имелись нарекания на качество: ненадёжные выключатель и разъём питания порой приводили к утрате введённой программы. 
Выпускался настольный аналог МК-54 - МК-56, не отличавшийся от него ничем, кроме исполнения корпуса. Дальнейшим развитием МК-54 стал МК-61. Он выпускался в том же корпусе, имел на один регистр памяти и на семь шагов программы больше, поддерживал ряд дополнительных функций, запускаемых с использованием клавиши "K" - выделение целой и дробной части числа, нахождение максимума из двух чисел, определение знака, преобразование углов, логические побитовые операции, генерация случайного числа.